# Paul Van Dooren
Pour les articles homonymes, voir Van Dooren.
Paul Van Dooren (né le 5 novembre 1950 à Tirlemont) est un mathématicien belge, qui travaille en analyse numérique.

## Carrière
Van Dooren a obtenu en 1974 son diplôme en informatique à l'université catholique de Louvain et il y obtient son doctorat en 1979. En 1978/79, il travaille à l'université du Sud de la Californie et en 1979/80 à l'université Stanford, avec une bourse Fulbright. De 1980 à 1991, il travaille aux Laboratoires de recherche Philips en Belgique. À partir de 1991, il est professeur à l'université de l'Illinois à Urbana-Champaign et à partir de 1994, professeur de mathématique de l'ingénierie à l'université catholique de Louvain à Louvain-la-Neuve.
Il traite d'algèbre linéaire numérique, de théorie des systèmes et de théorie du contrôle et de méthodes numériques pour les grands graphes et réseaux. En 1998, il est professeur à l'université d'État de Floride et 1985, chercheur à l'Université nationale australienne à Canberra.

## Prix et distinctions
En 1989, il a reçu le Prix James-Wilkinson. En 1974 il est lauréat du prix d'Informatique par IBM Belgique et en 1981, il reçoit le prix Householder. De 1997 à 2002, il est rédacteur en chef du SIAM Journal of Matrix Analysis and Applications. Il a été co-rédacteur en chef de Numerische Mathematik, Numerical Algorithms, de 1993 à 1996 du SIAM Journal on Control and Optimization, et d'autres revues mathématiques. En 2010, il est titulaire de la Chaire Franqui à Anvers. En 2016, il reçoit le Prix Hans-Schneider pour ses contributions à l'algèbre linéaire.

## Publications
- Éd avec H. van der Vorst Parallel Algorithms for Numerical Linear Algebra, Advances in Parallel Computing, Tome 1, North Holland, 1990.
- Éd avec Gene H. Golub : Numerical Linear Algebra, Digital Signal Processing and Parallel Algorithms, NATO ASI Series, Series F: Computer and Systems Sciences, volume 70, Springer Verlag, 1991.
- Éditeur R. Patel, A. Feuillage Numerical Linear Algebra Techniques for Systems and Control, IEEE Press, Piscataway NJ, 1993.
- Éditeur B. Wyman Linear Algebra and Control Theory, Proceedings IMA Atelier de Juin 1992, 1993.
- Éditeur A. Hadjidimos, H. van der Vorst Numerical Analysis in the 20th Century, Tome 3, Algèbre Linéaire, Elsevier, 2000.
- Éditeur avec S. Bhattacharya, R. Chan, V. Olshevsky, A. Routray Numerical Linear Algebra in Signals, Systems and Control, Lecture Notes in Electrical Engineering, Springer Verlag, 2011